# 修姓
修姓，漢姓，屬於較稀有的漢族姓氏之一。

## 起源
修姓相传是远古部落首领少昊的后代，直接得姓祖先即少昊的儿子修。史称他在高辛氏帝喾时担任玄冥师，掌管天下水利事宜。

## 名人
- 修史，清朝官員，1758年，於台灣擔任彰化縣儒學訓導，職等為從七品
- 修澤蘭（1925－），湖南沅陵人，中華民國建築師
- 修宗迪（1939－），北京人民艺术剧院资深演员，国家一级演员，话剧、电影表演艺术家
- 修福金（1950－），吉林农安人，现任中国国民党革命委员会中央副主席
- 修淶貴（1954－），出生於吉林省長春市，吉林省修正藥業集團有限公司董事長
- 修杰楷（1983－），臺灣男演員